# 小行星9975
小行星9975（英語：9975 Takimotokoso）是一颗围绕太阳公转的小行星。1993年9月12日，圓舘金、渡邊和郎在北见发现了此天体。
这颗小行星的绝对星等为61.81388等。